# Dirk Delabastita
Dirk Delabastita (* 14. März 1960 in Löwen, Belgien) ist ein belgischer Literatur- und Übersetzungswissenschaftler. Er ist Leiter des Englischinstituts der Universität von Namur, wo er auch als Professor lehrt.

## Biographie
Dirk Delabastita wurde am 14. März 1960 in Löwen, Belgien geboren. Er lebt mit seiner Frau Lieve Waer und den drei Söhnen Simon, Arnout und Vincent in Blanden, Belgien.
Nach dem Abitur am Sint-Pieterscollege 1978 studierte Delabastita an der KU Löwen Germanische Philologie und Lehramt für Englisch und Niederländisch. Anschließend spezialisierte er sich von 1982 bis 1983 an der University of Hull (England) auf Literatur und Literaturtheorie. Von 1983 bis 1988 war er Nachwuchsforscher am Institut für Literaturwissenschaften an der KU Löwen, wo er 1990 seinen Doktor in Germanischer Philologie machte. Nach zwei Jahren Assistenz am Englischinstitut der Universität von Namur (UNamur) lehrte Delabastita 1991 als außerplanmäßiger Professor an der UNamur, bevor er 2004 die volle Professorenstelle für Englische Literatur und Literaturtheorie erhielt. Seit 2003 ist er Leiter des Instituts. Außerdem lehrt er als außerplanmäßiger Professor an der Université catholique de Louvain.

## Forschungsgebiete
Dirk Delabastitas Interesse gilt vor allem der Literaturwissenschaft und ihren Verknüpfungspunkten mit Linguistik und Übersetzungswissenschaft. Darüber hinaus engagiert er sich in der Shakespeare-Forschung und legt besonderes Augenmerk auf die Übersetzung von Shakespeare-Werken und deren internationale Rezeption. In seiner Dissertation, die 1993 veröffentlicht wurde, untersuchte er die Wortspiele in Shakespeares Hamlet und die damit verbundenen Übersetzungsprobleme. Auch Mehrdeutigkeit und Verbalhumor zählen zu seinen Untersuchungsgegenständen. Als Mitglied von Pluri-LL, einer Forschungsgruppe an der UNamur beschäftigt er sich mit Mehrsprachigkeit und deren Auswirkung auf Intergruppenbeziehungen, sowie Übersetzung als Interaktionsraum zwischen den Sprachen und Kulturen. Des Weiteren forscht er auf dem Gebiet der Erzähltheorie und ist auch als Lexikologe tätig – zuletzt als Mitherausgeber des Algemeen Letterkundig Lexicon, einem Online-Lexikon für Fachausdrücke der Literatur und Literaturwissenschaft.

## Weitere Funktionen und Mitgliedschaften (Auswahl)
- Mitglied (in verschiedenen Positionen) des Centre for Translation Studies (CETRA) der KU Löwen[3]
- Mitglied des Publications Committee der International Association for Translation and Intercultural Studies (IATIS)[4]
- Organisator des Moduls “Traductologie” am École Doctorale Langues et Lettres[5]
- externer Berater des Translation Research Training (TIME)[6]

Des Weiteren ist Dirk Delabastita Mitglied in folgenden Organisationen:
- Association Belge de Littérature générale et comparée
- Belgian Association of Anglicists in Higher Education (BAAHE)
- European Society for the Study of English (ESSE)
- European Society for Translation Studies (EST)
- International Comparative Literature Association (AILC)
- Shakespeare-Genootschap Nederland en Vlaanderen
- European Shakespeare Research Association (ESRA)

## Veröffentlichungen (Auswahl)
- There’s a Double Tongue. An investigation into the translation of Shakespeare’s wordplay, with special reference to ‘Hamlet’. Amsterdam und Atlanta: Rodopi 1993.
- European Shakespeares. Translating Shakespeare in the Romantic Age. Mit Lieven D’hulst (Hrsg.). Amsterdam und Philadelphia: John Benjamins 1993.
- Wordplay and Translation. Spezialausgabe von The Translator. Studies in Intercultural Communication, 2:2. (Hrsg.) Manchester: St Jerome Publishing 1996.
- Traductio. Essays on Punning and Translation. (Hrsg.) Manchester: St Jerome/Namur: Presses Universitaires de Namur 1997.
- Dictionnaire des Termes littéraires. Mit Hendrik van Gorp, Lieven D’hulst, Rita Ghesquiere, Rainier Grutman und Georges Legros. Paris: Honoré Champion 2001.
- Fictionalising Translation and Multilingualism. Spezialausgabe von Linguistica Antverpiensia NS 4. Mit Rainier Grutman (Hrsg.). Antwerp: Hogeschool Antwerpen, HIVT, 2005.
- Lexicon van Literaire Termen. Mit Hendrik van Gorp und Rita Ghesquiere (Hrsg.). Groningen-Houten: Wolters-Noordhoff/Mechelen: Wolters Plantyn 2007.
- Shakespeare and European Politics. Mit Jo De Vos und Paul Franssen (Hrsg.). Newark: University of Delaware Press 2008.
- Multilingualism in the Drama of Shakespeare and his Contemporaries. Mit Ton Hoenselaars (Hrsg.). Amsterdam und Philadelphia: John Benjamins 2013, 2015.